# Chiojdeanca (gmina)
Chiojdeanca – gmina w Rumunii, w okręgu Prahova. Obejmuje miejscowości Chiojdeanca, Nucet i Trenu. W 2011 roku liczyła 1728 mieszkańców.